# Huawei P10 Plus
Huawei P10 Plus — смартфон компанії Huawei, що був представлений на MWC 2017 і став продовженням моделі Huawei P10.

## Зовнішній вигляд
Смартфон отримав збільшений 5.5-дюймовий екран, порівняно з 5.1 дюймів у P10. Металевий корпус з габаритами 153.5 мм в довжину, 74.2 мм в ширину і 6.98 мм в товщину.
Модель випускається в семи кольорах: білий, сріблястий, чорний, синій, золотий, рожевий та зелений.

## Апаратне забезпечення
Смартфон побудовано на базі HiSilicon Kirin 960. Це 8-ядерний SoC, який складається з Cortex-A73 4 ядра по 2.4 ГГц і Cortex-A53 4 по 1.8 ГГц.
Випускаються специфікації смартфону з 64 або 128 ГБ власної пам'яті та 4 або 6 ГБ оперативної.
Також є слот для карти пам'яті Micro SD об'ємом до 256 ГБ.
Смартфон має подвійну основну камеру: монохромну 20 МП + кольорову 12 МП, з оптичною системою стабілізації, подвійним спалахом та гібридним автофокусом. Знімає відео в якості 2160p з частотою 30 кадрів за секунду або 1080p з 60 к/с. Оптика від Leica.
Фронтальна камера — 8 МП зі світлосилою об'єктиву f/1,9.
Незнімний акумулятор ємністю 3750 мА/г з технологією швидкої зарядки SuperCharge.
Смартфон обладнано NFC, що дає змогу розраховуватись безконтактно.

## Програмне забезпечення
Huawei P10 Plus працює на платформі Android 7.0 (Nougat) з графічною оболонкою Emotion UI 5.1.
Підтримує наступні стандарти зв'язку: GSM 850/900/1800/1900 МГц, UMTS 850/900/1900/2100 МГц, LTE.
Інтерфейси: Wi-Fi 802.11 a/b/g/n/ac (2,4/5 ГГц), Wi-Fi Direct, Bluetooth 4.2 LE, USB Type-C.
Навігаційні системи: GPS, ГЛОНАСС, Galileo, Beidou
Датчики: освітленості, приближення, акселерометр, компас, мікрогіроскоп, дактилоскопічний.